# Syndrome de Barber–Say
Le syndrome de Barber-Say (SBS) est une maladie congénitale très rare associée à une pilosité excessive (hypertrichose), une peau fragile (atrophique), des déformations des paupières (ectropion) et une bouche trop large (macrostomie).
Le syndrome de Barber-Say est phénotypiquement similaire au syndrome d'ablépharie-macrostomie, qui est également associé à des mutations dominantes dans TWIST2.

## Signes et symptômes
- Hypertrichose sévère, en particulier du dos
- Anomalies cutanées, y compris l'hyperlaxité et la redondance
- Dysmorphie faciale, tel que la macrostomie
- Déformations des paupières
- Télécanthe oculaire
- Oreilles anormales et basses
- Pointe nasale bulbeuse avec alae nasi hypoplasique
- Ligne frontale basse.

## Génétique
De nombreux cas de transmission parent-enfant suggèrent que le syndrome de Barber-Say présente une transmission autosomique dominante. Des études de séquençage et d'expression d'exomes ont montré que le SBS est causé par des mutations dans le gène TWIST2 qui affectent un résidu hautement conservé de TWIST2 (protéine 2 liée à la torsion). TWIST2 est un facteur de transcription de base hélice-boucle-hélice qui se lie aux motifs d'ADN E-box (5'-CANNTG-3 ') en tant qu'hétérodimère et inhibe l'activation transcriptionnelle. Il médie la différenciation des cellules souches mésenchymateuses et empêche la différenciation prématurée ou ectopique des ostéoblastes. Les mutations dans TWIST2 perturbent ces fonctions en modifiant l'activité de liaison à l'ADN pourraient expliquer de nombreux phénotypes de SBS.

## Épidémiologie
La prévalence du syndrome de Barber Say est inférieure à 1 sur 1 000 000. En 2017, seuls 15 cas ont été rapportés dans la littérature. Ce qui en fait l'une des maladies génétiques les plus rares au monde.